# Aras Kaya
Aras Kaya (Kenia, 4 de abril de 1994) es un atleta turco de origen keniano, especialista en la prueba de 3000 m obstáculos en la que llegó a ser subcampeón europeo en 2016.

## Carrera deportiva
En el Campeonato Europeo de Atletismo de 2016 ganó la medalla de plata en los 3000 m obstáculos, con un tiempo de 8:29.91 segundos que fue su mejor marca personal, llegando a meta tras el francés Mahiedine Mekhissi-Benabbad y por delante de otro atleta francés Yoann Kowal (bronce).